# Mas Teixonera de les Doedes
El Mas Teixonera de les Doedes és una masia d'Arenys de Mar (Maresme) inclosa en l'Inventari del Patrimoni Arquitectònic de Catalunya.

## Descripció
Construcció de la segona meitat del segle xvi, coberta a dues vessants i estructura general de masia: porta d'entrada dovellada i finestra superior d'estil gòtic. Consta de planta baixa i pis. L'escala de l'interior surt del vestíbul. Està situada a l'entrada del Parc Municipal de Nostra Senyora de Lurda, totalment rodejada de jardins. El seu estat de conservació és bo, ja que ha estat transformada en diverses ocasions.